# Outside (Calvin Harris)
Outside is een nummer van de Schotse DJ Calvin Harris samen met de Britse zangeres Ellie Goulding. Het nummer kwam uit op 20 oktober 2014 en staat op Harris' vierde studioalbum Motion. Het is de tweede samenwerking samen met Goulding, het eerste nummer was "I Need Your Love" dat in 2013 uitkwam.
De muziekvideo werd opgenomen op 20 oktober 2014 in Los Angeles. De regie lag in handen van Emil Nava. Op 12 november 2014 kwam de muziekvideo uit.

## Tracklijst
| Nr. | Titel                        | Duur  |
| --- | ---------------------------- | ----- |
| 1.  | Outside (met Ellie Goulding) | 03:47 |

| Nr. | Titel                        | Duur  |
| --- | ---------------------------- | ----- |
| 1.  | Outside (met Ellie Goulding) | 03:47 |
| 2.  | Ectasy (met Hurts)           | 03:42 |

## Hitnoteringen

### Nederlandse Top 40
| Hitnotering: 29-11-2014 t/m 11-04-2015 | Hitnotering: 29-11-2014 t/m 11-04-2015 | Hitnotering: 29-11-2014 t/m 11-04-2015 | Hitnotering: 29-11-2014 t/m 11-04-2015 | Hitnotering: 29-11-2014 t/m 11-04-2015 | Hitnotering: 29-11-2014 t/m 11-04-2015 | Hitnotering: 29-11-2014 t/m 11-04-2015 | Hitnotering: 29-11-2014 t/m 11-04-2015 | Hitnotering: 29-11-2014 t/m 11-04-2015 | Hitnotering: 29-11-2014 t/m 11-04-2015 | Hitnotering: 29-11-2014 t/m 11-04-2015 | Hitnotering: 29-11-2014 t/m 11-04-2015 | Hitnotering: 29-11-2014 t/m 11-04-2015 | Hitnotering: 29-11-2014 t/m 11-04-2015 | Hitnotering: 29-11-2014 t/m 11-04-2015 | Hitnotering: 29-11-2014 t/m 11-04-2015 | Hitnotering: 29-11-2014 t/m 11-04-2015 | Hitnotering: 29-11-2014 t/m 11-04-2015 | Hitnotering: 29-11-2014 t/m 11-04-2015 | Hitnotering: 29-11-2014 t/m 11-04-2015 | Hitnotering: 29-11-2014 t/m 11-04-2015 |
| Week:                                  | 1                                      | 2                                      | 3                                      | 4                                      | 5                                      | 6                                      | 7                                      | 8                                      | 9                                      | 10                                     | 11                                     | 12                                     | 13                                     | 14                                     | 15                                     | 16                                     | 17                                     | 18                                     | 19                                     |                                        |
| -------------------------------------- | -------------------------------------- | -------------------------------------- | -------------------------------------- | -------------------------------------- | -------------------------------------- | -------------------------------------- | -------------------------------------- | -------------------------------------- | -------------------------------------- | -------------------------------------- | -------------------------------------- | -------------------------------------- | -------------------------------------- | -------------------------------------- | -------------------------------------- | -------------------------------------- | -------------------------------------- | -------------------------------------- | -------------------------------------- | -------------------------------------- |
| Positie:                               | 23                                     | 19                                     | 13                                     | 11                                     | 8                                      | 8                                      | 9                                      | 9                                      | 7                                      | 10                                     | 11                                     | 13                                     | 12                                     | 15                                     | 15                                     | 16                                     | 20                                     | 30                                     | 33                                     | uit                                    |

### NederlandseSingle Top 100
| Hitnotering: 01-11-2014 t/m | Hitnotering: 01-11-2014 t/m | Hitnotering: 01-11-2014 t/m | Hitnotering: 01-11-2014 t/m | Hitnotering: 01-11-2014 t/m | Hitnotering: 01-11-2014 t/m | Hitnotering: 01-11-2014 t/m | Hitnotering: 01-11-2014 t/m | Hitnotering: 01-11-2014 t/m | Hitnotering: 01-11-2014 t/m | Hitnotering: 01-11-2014 t/m | Hitnotering: 01-11-2014 t/m | Hitnotering: 01-11-2014 t/m | Hitnotering: 01-11-2014 t/m | Hitnotering: 01-11-2014 t/m | Hitnotering: 01-11-2014 t/m | Hitnotering: 01-11-2014 t/m | Hitnotering: 01-11-2014 t/m | Hitnotering: 01-11-2014 t/m | Hitnotering: 01-11-2014 t/m | Hitnotering: 01-11-2014 t/m |
| Week:                       | 1                           | 2                           | 3                           | 4                           | 5                           | 6                           | 7                           | 8                           | 9                           | 10                          | 11                          | 12                          | 13                          | 14                          | 15                          | 16                          | 17                          | 18                          | 19                          | 20                          |
| --------------------------- | --------------------------- | --------------------------- | --------------------------- | --------------------------- | --------------------------- | --------------------------- | --------------------------- | --------------------------- | --------------------------- | --------------------------- | --------------------------- | --------------------------- | --------------------------- | --------------------------- | --------------------------- | --------------------------- | --------------------------- | --------------------------- | --------------------------- | --------------------------- |
| Positie:                    | 90                          | 59                          | 44                          | 35                          | 21                          | 16                          | 15                          | 16                          | 18                          | 11                          | 11                          | 10                          |                             |                             |                             |                             |                             |                             |                             |                             |

### 3FM Mega Top 50
| Hitnotering: 15-11-2014 t/m | Hitnotering: 15-11-2014 t/m | Hitnotering: 15-11-2014 t/m | Hitnotering: 15-11-2014 t/m | Hitnotering: 15-11-2014 t/m | Hitnotering: 15-11-2014 t/m | Hitnotering: 15-11-2014 t/m | Hitnotering: 15-11-2014 t/m | Hitnotering: 15-11-2014 t/m | Hitnotering: 15-11-2014 t/m | Hitnotering: 15-11-2014 t/m | Hitnotering: 15-11-2014 t/m | Hitnotering: 15-11-2014 t/m | Hitnotering: 15-11-2014 t/m | Hitnotering: 15-11-2014 t/m | Hitnotering: 15-11-2014 t/m | Hitnotering: 15-11-2014 t/m | Hitnotering: 15-11-2014 t/m | Hitnotering: 15-11-2014 t/m | Hitnotering: 15-11-2014 t/m | Hitnotering: 15-11-2014 t/m |
| Week:                       | 1                           | 2                           | 3                           | 4                           | 5                           | 6                           | 7                           | 8                           | 9                           | 10                          | 11                          | 12                          | 13                          | 14                          | 15                          | 16                          | 17                          | 18                          | 19                          | 20                          |
| --------------------------- | --------------------------- | --------------------------- | --------------------------- | --------------------------- | --------------------------- | --------------------------- | --------------------------- | --------------------------- | --------------------------- | --------------------------- | --------------------------- | --------------------------- | --------------------------- | --------------------------- | --------------------------- | --------------------------- | --------------------------- | --------------------------- | --------------------------- | --------------------------- |
| Positie:                    | 48                          | 47                          | 37                          | 28                          | 25                          | 23                          | 22                          | 15                          | 11                          | 11                          |                             |                             |                             |                             |                             |                             |                             |                             |                             |                             |

## Releasedata
| Land                | Releasedatum     | Formaat        | Label                             |
| ------------------- | ---------------- | -------------- | --------------------------------- |
| Wereldwijd          | 20 oktober 2014  | muziekdownload | Deconstruction, Fly Eye, Columbia |
| Verenigd Koninkrijk | 3 november 2014  | radio          | Deconstruction, Fly Eye, Columbia |
| Duitsland           | 19 december 2014 | cd-single      | Deconstruction, Fly Eye, Columbia |
| Verenigde Staten    | 13 januari 2015  | radio          | Deconstruction, Fly Eye, Columbia |